# Не-Хоџкинов лимфом
Не-Хоџкинов лимфом представља групу рака крви која обухвата све врсте лимфома осим Хоџкинових лимфома. За разлику од Хоџкиновог лимфома, који се шири континуирано, не-Хоџкинов лимфом је углавном системска болест.

## Знаци и симптоми
Знаци и симптоми не-Хоџкиновог лимфома варирају у зависности од његове локализације у телу. Симптоми укључују увећане лимфне чворове, температуру, ноћно знојење, губитак тежине и умор. Други симптоми могу укључивати болове у костима, бол у грудима или сврабеж. Неки облици су спорије растући, док су други брзорастући.  Увећани лимфни чворови могу изазвати осећај израслина под кожом, када су близу површине тела. Лимфоми на кожи такође могу узроковати израслине које обично сврбе, црвене су или љубичасте. Лимфоми у мозгу могу изазвати слабост, епилептичке нападе, проблеме са размишљањем и промене личности.
Док је описана веза између не-Хоџкиновог лимфома и ендометриозе, ове везе су привремене.

## Дијагноза
Тестови за не-Хоџкинов лимфом укључују:
- Комплетну крвну слику,
- Крвне хемијске анализе,
- Тест за хепатитис Б и хепатитис Ц,
- ХИВ тест,
- Компјутеризовану томографију,
- Позитронску емисиону томографију,
- Аспирација и биопсија коштане сржи.

Ако се рак пронађе, могу се урадити следећи тестови како би се проучавале ћелије рака:
- Имунохистохемија,
- Цитогенетичка анализа,
- Имунопенотипизација.

Додатни тестови и процедуре могу бити урађени у зависности од знакова и симптома који су примећени и места на којем рак настаје у телу.

## Узроци
Лимфоми су врсте рака који настају из лимфоцита, врсте белих крвних зрнаца. Фактори ризика укључују слабо имунолошко функционисање, аутоимунске болести, инфекцију Helicobacter pylori, хепатитис Ц, гојазност и инфекцију вирусом Епстејн-Бар. Светска здравствена организација класификује лимфоме у пет главних група, укључујући једну за Хоџкинов лимфом. Унутар четири групе за не-Хоџкинов лимфом налази се преко 60 специфичних типова лимфома. Дијагноза се врши испитивањем биопсије коштане сржи или лимфног чвора. Медицински имиџинг се користи како би се помогао процес стадирања рака.
Многе различите форме лимфома имају различите узроке. Ови могући узроци и асоцијације са најмање неким облицима ное-Хоџкиновог лимфома укључују:
Инфективне агенсе:
- Вирус Епстејн-Бар: повезан са Буркитовим лимфомом, фоликуларним дендритским ћелијама саркома, екстранодалним НК-Т ћелијским лимфомом и дифузним великим Б-ћелијским лимфомом.[13]

- Људски Т-лимфотропни вирус: повезан са одраслим Т-ћелијским лимфомом.
- Helicobacter pylori: повезан са стомачним лимфомом.
- HHV-8: повезан са примарним ефузијским лимфомом, мултицентричном Кастлмановом болешћу.
- Вирус хепатитиса Ц: повезан са лимфомом маргиналне зоне слезине, лимфоплазматичним лимфомом и дифузним великим Б-ћелијским лимфомом.[14]
- ХИВ инфекција.[15]

Неки хемикалије као што су полихлоровани бифенили, фенитоин, диоксин и хербициди.
Медицински третмани, као што су радиотерапија и хемотерапија.
Генетске болести, као што су Клинефелтеров синдром, Чедијак-Хигаши синдром, атаксија-телангиектазија синдром.
Аутоимуне болести, као што су Шегренов синдром, целијачна болест, реуматоидни артритис и лупус.
Трауме костију и микрофрактуре које су повезане са дифузним великим Б-ћелијским лимфомом који потиче из коштане сржи.
Имплантати, направљени од тврдих метала или силикона, повезани са анапластичним великим ћелијским лимфомом.

### Породична компонента
Фамилијарни лимфоидни рак је реткост. Фамилијални ризик од лимфома је повишен за више подтипова лимфома, што сугерише заједнички генетски узрок. Међутим, породична историја одређеног подтипа најјаче је повезана са ризиком за тај подтип, што указује на то да су ови генетски фактори специфични за подтип. Студије асоцијације на нивоу целог генома успеле су да идентификују 67 полиморфизама једног нуклеотида са 41 локације, од којих је већина специфична за подтип.

### ХИВ/сида
Центар за контролу и превенцију болести укључио је одређене типове не-Хоџкинових лимфома као рак који дефинише сида 1987. године. Имунска супресија, а не сам ХИВ, укључена је у патогенезу овог малигнитета, са јасном корелацијом између степена имунске супресије и ризика од развоја не-Хоџкинових лимфома. Поред тога, други ретровируси, као што је људски Т-лимфотропни вирус, могу се преносити истим механизмима који преносе ХИВ, што доводи до повећаног учесталости коинфекције. Природни ток ХИВ инфекције се значајно променио током времена. Као последица тога, стопе не-Хоџкинових лимфома код људи инфицираних ХИВ-ом значајно су опале у последњим годинама.

## Лечење
Лечење не-Хоџкиновог лимфома зависи од тога да ли је лимфом споро или брзо растући и да ли се налази на једном или на више места. Третмани могу укључивати хемотерапију, радиотерапију, имунотерапију, таргетирану терапију, трансплантацију матичних ћелија, хирургију или пажљиво праћење. Ако крв постане претерано густа због високог броја антитела, може се примењивати плазмафереза. Међутим, радиотерапија и неке врсте хемотерапије повећавају ризик од других ракова, болести срца или проблема са нервима у наредним деценијама.

### Хемотерапија
Најчешћа хемотерапија која се користи за Б-ћелијски не-Хоџкинов лимфом је R-CHOP, који представља режим четири лека (циклофосфамид, доксорубицин, винкристин и преднизон) уз ритуксимаб.

### Компликације лечења
Ако пацијенти приме теропију трансплантацијом матичних ћелија, могу развити болест Графт версус Хост. У поређењу са плацебом за лечење инфламације изазване имунским механизмима након трансплантације и у аутоимунским болестима, мезенхимске стромалне ћелије могу смањити укупну смртност, ако се користе у терапеутске сврхе. Штавише, терапеутска употреба мезенхимских стромалних ћелија може повећати потпуни одговор на акутну и хроничну болест Графт версус Хост, али докази су веома несигурни. Докази указују на то да мезенхимске стромалне ћелије у профилакси резултирају у мале или никакве разлике у укупној смртности, релапсу малигних болести и учесталости акутне болести Графт версус Хост. Међутим, докази показују да мезенхимске стромалне ћелије за профилактичке разлоге смањују учесталост хроничне болести Графт версус Хост.
Трансфузије тромбоцита могу бити неопходне за оне који примају хемотерапију или подлежу трансплантацији матичних ћелија, због већег ризика од крварења. У поређењу терапеутских/непрофилактичких трансфузија тромбоцита са профилактичким трансфузијама, постоји мала или никаква разлика у смртности узрокованој крварењем, а могу резултирати благим смањењем броја дана на које се десило значајно крварење. Докази указују на то да терапеутске трансфузије тромбоцита доводе до великог повећања броја људи који су имали бар један значајан догађај крварења, а доводе до великог смањења броја трансфузија тромбоцита.

### Аеробне вежбе
Није јасно да ли укључивање аеробних физичких вежби, поред стандардног лечења за одрасле пацијенте са хематолошким малигнидитетима, има ефекат на смањење анксиозности и озбиљних нежељених ефеката. Аеробне физичке вежбе могу резултирати мало или никаквом разликом у смртности, квалитету живота и физичкој функционалности. Међутим, ове вежбе могу довести до благог смањења депресије и умора.

## Прогноза
Прогноза зависи од подтипа, стадијума, узраста особе и других фактора. За све подтипове, 5-годишња стопа преживљавања за не-Хоџкинов лимфом је 71-74%.

## Епидемиологија
Глобално, 2010. године било је 210.000 смртних случајева ради не-Хоџкиновог лимфома, што је повећање са 143.000 у 1990. години.
У 2015. години, око 4,3 милиона људи је имало не-Хоџкинов лимфом, а 231.400 (5,4%) је умрло. У Сједињеним Америчким Државама, 2,1% људи ће бити погођено у неком тренутку свог живота. Најчешће доба за дијагнозу је између 65 и 75 година. Петогодишња стопа преживљавања у Сједињеним Америчким Државама је 71%.
Стопе оболења од не-Хоџкиновог лимфома расту са старошћу. До 45. године, не-Хоџкинов лимфом је чешћи код мушкараца него код жена.

### Аустралија
Сваке године у Аустралији се дијагностикује око 6600 људи са не-Хоџкиновим лимфомом.

### Канада
У Канади, не-Хоџкинов лимфом је пети најчешћи рак код мушкараца и шести најчешћи рак код жена. Вероватноћа да ће мушкарац развити лимфоидни рак током живота је 1 према 44, а код жена 1 према 51.

### Уједињено Краљевство
Према подацима за период од 2014. до 2016. године, у Уједињеном Краљевству се сваке године дијагностикује око 13.900 случајева не-Хоџкинове лимфоме. Овај рак је шести најчешћи рак у Уједињеном Краљевству и једанаести најчешћи узрок смрти од рака, са око 4.900 смртних случајева годишње.

### Сједињене Америчке Државе
Подаци прилагођени старости за период од 2012. до 2016. године показују око 19,6 случајева не-Хоџкинове лимфоме на 100.000 одраслих особа годишње, 5,6 смртних случајева на 100.000 одраслих особа годишње и око 694.704 људи који живе са не-Хоџкиновом лимфомом. Око 2,2% мушкараца и жена ће бити дијагностиковано са не-Хоџкиновом лимфомом у неком тренутку током свог живота.
Америчко друштво за борбу против рака наводи не-Хоџкинову лимфому као један од најчешћих ракова у Сједињеним Америчким Државама, који чини око 4% свих ракова.

## Историја
Док је постигнут брз консензус о класификацији Хоџкинове лимфоме, остала је велика група веома различитих болести које су захтевале даљу класификацију. Рапапортова класификација, коју је предложио Хенри Рапапорт 1956. и 1966. године, постала је прва широко прихваћена класификација лимфома који нису Хоџкинови. Након њеног објављивања 1982. године, Working Formulation постао је стандард за класификацију ове групе болести. Увео је појам не-Хоџкинове лимфоме и дефинисао три степена агресивности лимфома.
Не-Хоџкинове лимфоме обухватају многе различите услове који имају мало заједничког. Груписани су према својој агресивности. Мање агресивне не-Хоџкинове лимфоме су компатибилне са дугим преживљавањем, док агресивније не-Хоџкинове лимфоме могу бити брзо фаталне без лечења. Без даљег разграничавања, овај појам има ограничену употребљивост за пацијенте или лекаре.
Ипак, Working Formulation и категорија не-Хоџкинових лимфома се и даље користе од стране многих. До данас се статистика о лимфомама прикупља као Хоџкинова против не-Хоџкинових лимфома од стране великих агенција за рак, укључујући Национални институт за рак Сједињеним Америчким Државама у свом SEER програму, Канадско друштво за рак и Међународну агенцију за истраживање рака.